# Răzvan Trandu
Răzvan Trandu (n. 17 martie 1991, Timișoara, România) este fotbalist român retras din activitate.

## Carieră
Trandu și-a făcut debutul în Liga I pe 19 iulie 2013, pentru ACS Poli Timișoara, învingând cu 2-0 rivalii de la Dinamo București.

## Legături externe
- Profil Oficial ACS Poli Arhivat în 6 august 2013, la Wayback Machine.